# Zale aemona
Zale aemona là một loài bướm đêm trong họ Erebidae.